# Isolia dobrogica
Isolia dobrogica är en stekelart som beskrevs av Popovici och Peter Neerup Buhl 2006. Isolia dobrogica ingår i släktet Isolia och familjen gallmyggesteklar. Inga underarter finns listade i Catalogue of Life.